# Большие Кусты
Больши́е Ку́сты — село в Куединском районе Пермского края. Административный центр Большекустовского сельского поселения.

## Географическое положение
Расположено на реке Кустовлянка, примерно в 40 км к северо-западу от Куеды (по прямой). Расстояние до районного центра по автомобильной дороге составляет 68 км.

## История
Поселение возникло в 1798 году и было известно как починок Савинской. В 1834 году — починок «Савинской, Кустов тож» (в нём жили Кустовы). Большие Кусты официально раньше селом никогда не были. В 1928 году здесь появился колхоз «Верный путь», который в феврале 1959 года был укрупнён (слились три сельхозартели). Большие Кусты являлись центром Большекустовского сельского совета (до января 2006 года).

## Население
| 2010 |
| ---- |
| 723  |